# Focke-Wulf P.VII
El Focke-Wulf Proyecto VII Flitzer (delincuente menor en alemán) fue un proyecto de avión de caza de la Alemania nazi en las postrimerías de la Segunda Guerra Mundial. No llegó a ser desarrollado porque el Me 262 resultó ser más eficiente.

## Descripción
En la Focke-Wulf, en marzo de 1943 en Bremen inició una serie de estudios de diseño para cazas a reacción monoplaza. El Entwurf 6, también conocido como Projekt VI, fue aprobado para la construcción de maqueta en febrero de 1944. La designación más tarde fue cambiada a Projekt VII y le dieron el nombre en código Flitzer ('Atolondrado'). En la parte media del fuselaje se montaron las alas tenían una flecha moderada (32 grados), derivas gemelas y empenaje horizontal montado en posición alta.
Usaría un solo motor turbojet He S 011A, complementado con motor cohete Walter Walter HWK 109-509 de dos combustibles montado debajo el motor, aunque fue revisado más tarde, eliminando el motor cohete. Estos motores cohetes usaban los propelentes T-Stoff (peróxido de hidrógeno concentrado y estabilizadores) y C-Stoff (hidrato de hidrazina y alcohol metílico), altamente corrosivos y volátiles. Esta mezcla era realmente peligrosa y costó la vida a bastantes buenos pilotos.
El armamento proyectado consistió en dos cañones MK 103 calibre 30 mm o dos cañones MK 108 de 30mm en la parte inferior de la proa y dos ametralladoras MG 151/20 de 20mm en las alas.

## Desarrollo

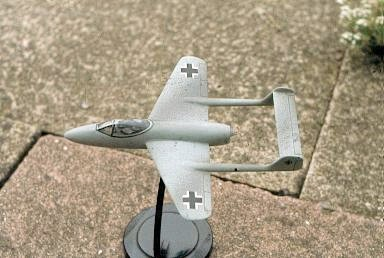
Modelo del diseño Project VII concebido durante la guerra.

El Flitzer estuvo bastante avanzado en su desarrollo, incluso llegándose a una maqueta de tamaño real y algunas partes del prototipo llegaron a ser ensambladas. El proyecto fue abandonado porque, usando sólo turbojet, su funcionamiento no era mejor que el Me 262 que ya había entrado en servicio.

## Especificaciones
| Característica           | Datos (en 15 de septiembre de 1944)                                     |
| ------------------------ | ----------------------------------------------------------------------- |
| Tripulación              | 1 Piloto                                                                |
| Longitud                 | 10,55 m                                                                 |
| Envergadura              | 8,00 m en 32 ° barrido                                                  |
| Superficie alar          | 17,00 m²                                                                |
| Altura                   | 2,35 m                                                                  |
| Peso vacío               | 2.730 kg                                                                |
| Peso máximo              | 4350 kg                                                                 |
| Armamento                | 2 × cañones MK 103 o 2 × MK 108 en la proa y 2 × MG 151/20 en las alas. |
| Motor                    | 1 × Heinkel HeS 011 y 1 × motor de cohete líquido Walter HWK 109-509A   |
| Velocidad máxima         | 955 km/h                                                                |
| Techo de vuelo           | 13.800 m                                                                |
| Duración máxima de vuelo | 1 h 50 min                                                              |

Fuente